# SNR G299.2-02.9
SNR G299.2-02.9 es un resto de supernova situado en la constelación de Musca. Fue descubierto e identificado como resto de supernova en 1995, en el marco de un estudio de rayos X realizado por el satélite ROSAT.

## Morfología
SNR G299.2−02.9 presenta una compleja morfología en rayos X con múltiples estructuras en forma de concha. Una emisión difusa tenue se extiende más allá de las conchas brillantes en casi todo este resto de supernova. Esta compleja estructura
sugiere que la supernova que dio lugar a SNR G299.2-02.9 podría haber explotado en un medio no uniforme, posiblemente con un gradiente de densidad a lo largo de nuestra línea de visión. Otra alternativa es que esta asimetría haya sido provocada por vientos estelares bipolares del progenitor o de un posible compañero estelar.
Por otro lado, en banda de radio SNR G299.2−02.9 es un objeto muy tenue y no se sabe si su morfología en esta parte del espectro electromagnético es semejante a la observada en rayos X.
Un estudio de la región central de SNR G299.2−02.9 pone de manifiesto un enriquecimiento en hierro, silicio y azufre —no observado para oxígeno y neón—, indicativo de un material rico en metales expulsado por una supernova de tipo Ia.

## Edad y distancia
SNR G299.2−02.9 es considerado un resto de supernova de edad media. Un estudio le adjudica una edad de 4000 - 5000 años mientras que otro le considera algo más antiguo, con una edad de 8800 (+2600, -2800) años.
Se encuentra a una distancia de 2800 ± 800 pársecs de la Tierra.